# Howard Hills
Howard Hills är en kulle i Antarktis. Den ligger i Östantarktis. Australien gör anspråk på området. Toppen på Howard Hills är 265 meter över havet.
Terrängen runt Howard Hills är varierad. Trakten är obefolkad. Det finns inga samhällen i närheten. 